# 115492 Watonga
115492 Watonga è un asteroide della fascia principale. Scoperto nel 2003, presenta un'orbita caratterizzata da un semiasse maggiore pari a 3,1933062 au e da un'eccentricità di 0,0738165, inclinata di 14,55029° rispetto all'eclittica.